# Wikipedia în latină
Wikipedia în latină (în latină Vicipaedia Latina) este versiunea în limba latină a Wikipedia, creată în mai 2002. Începând cu martie 2025, are aproximativ 140003. Deși tot conținutul principal este în latină, limbi moderne precum engleză, italiană, franceză, germana, spaniolă sau în română sunt adesea folosite în discuții, deoarece mulți utilizatori găsesc acest lucru mai ușor.

## Vocabular modern
Când a început Wikipedia în latină, subiectele predominante erau cele care aveau de-a face cu istoria clasică, dar începând cu 2006, un grup de noi contribuitori a extins considerabil acoperirea subiectelor secolului XX, cum ar fi cultura populară și tehnologie.
Politica oficială a Vicipaedia este că neologismele și monedele de utilizatori nu sunt permise ("Noli fingere!" în latină: "Nu inventați lucruri"). Pentru a trata concepte care nu existau în clasică sau latina medievală, se folosesc termeni din sursele latine moderne, cum ar fi latina botanică, latină științifică, enciclopedii și cărți în limba latină din secolele al XVIII-lea și al XIX-lea, dicționarul oficial Vatican al latinei moderne, precum ziarele și emisiunile de radio actuale latine, precum Ephemeris și Radio Bremen.
Ca în orice limbă cu un caracter internațional larg, de multe ori există mai mult de un termen corect pentru un anumit concept. În latină, existența mai multor sinonime este și mai răspândită, deoarece limba a fost în uz continuu pe o zonă geografică largă de peste 2000 de ani. Uneori, același concept este reprezentat de termeni diferiți în latină clasică, medievală, științifică și modernă. În general, Vicipaedia adoptă cel mai vechi termen sau clasic pentru numele paginii, cu redirecționări de la oricare altele; alternativele majore sunt enumerate în articol cu referințe la note de subsol. Există adesea dezbateri aprinse între editori despre nuanțele de sens. Practica de a evita cuvintele inventate și de a oferi referințe pentru termeni alternativi este de acord cu insistența generală a Wikipedia asupra verificabilității și cu regula împotriva cercetării originale.
În domeniile în care latina este limba standard actuală, Vicipaedia adoptă în mod normal nume oficiale ca nume de pagină, chiar dacă aparțin științifice sau tehnice, mai degrabă decât latinei clasice. Acest lucru se aplică pentru:
- numele eparhiilor catolice
- titluri oficiale catolice
- specii biologice și alți taxoni
- planete, asteroizi, sateliți și constelații
- caracteristici topografice ale corpurilor extraterestre
- denumiri anatomice
- denumiri de boli.

Când ocazional nu poate fi găsit un termen pentru un concept modern, practica obișnuită este de a face exact ceea ce fac majoritatea celorlalte limbi: să împrumuți un cuvânt internațional (adesea dintr-o limbă romanică sau engleză). O astfel de împrumut direct a fost făcută pentru numele particulelor foton (latină photon), gluon (latină gluon) și pentru unitatea de temperatură Kelvin (latină Kelvinus). Cuvântului i se dă o morfologie latină dacă aceasta se poate face cu ușurință, folosit neschimbat în forma sa străină; dar multe cuvinte internaționale au deja o înfățișare latină sau greco-latină, deoarece în greacă și în latină au servit întotdeauna ca surse de terminologie științifică nouă.

## Ortografie
Wikipedia în latină a făcut-o politică, pentru ca toți să urmeze obiceiul ortografic contemporan mai răspândit de la sfârșitul secolului al XX-lea de a distinge u (pronunțat ca [u]) de v (pronunțat ca [w] în latina clasică și ca [v] în latina ecleziastică) dar nu i (pronunțat ca [i]) din j (pronunțat ca [j] atât în latină clasică, cât și în cea eclesiastică). Această practică ortografică nu a fost lipsită de detractori, care susțineau că este o copie a reformei ortografice italiene în care se pierde distincția i/j dar se menține distincția u/v.
În latină se scrie „VICIPÆDIA”, afișând „Æ”. Cu toate acestea, în conformitate cu practica contemporană, Vicipaedia nu folosește ligatură în articolele sale pentru diftonguri scrise "ae" ("Æ", "æ") și "oe" ' ("Œ", "œ"), chiar dacă în latină un diftong precum "ae" în "aes" este pronunțat diferit de un hiatus precum "ae" în "aer", atât în cea clasică, cât și cu atât mai mult în pronunția italiană. Legăturile au fost adoptate de romani pentru a economisi spațiu, iar æ și œ în special au fost menținute mai târziu de tipografii latini pentru a distinge diftongul de hiatus. Wikipedia în latină a ales o altă convenție și anume să scrie hiatus cu diereza: aë, oë. Dacă utilizatorii Wikipedia în latină preferă, totuși, pot activa un gadget sub preferințele utilizatorului care afișează automat "ae" și "oe" fără diereza ca ligaturi pe pagini.
Wikipedia în latină, în comun cu majoritatea latinei tipărite moderne, nu necesită marcarea vocalelor lungi în cuvinte (în manualele latine acest lucru se face de obicei prin adăugarea unui macron peste un caracter, cum ar fi, de exemplu, e în "stēlla".) Astfel, atât terr"a" cât și terr"ā" sunt scrise simplu ca "terra", deși primul este în cazul nominativ, în timp ce cel din urmă în ablativ. Contextul clarifică de obicei care dintre ele este utilizat, deși utilizarea macronului sau a apexului este permisă atunci când este necesară distincția.

## Galerie

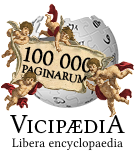
Sigla cu 100.000 de articole din Wikipedia în latină (18 decembrie 2013)